# Хорр (Хузестан)
Хорр (перс. حر‎) — небольшой город на юго-западе Ирана, в провинции Хузестан. Входит в состав шахрестана Шуш.
На 2006 год население составляло 7 839 человек.
Альтернативные названия: Хорр-э-Риахи (Horr-e Riahi), Хашийе-Шейх-Халаф (Ḩāshīyeh Sheykh Khalaf), Хашийе-Халаф (Ḩāshīyeh Khalaf).

## География
Город находится на западе Хузестана, в северной части Хузестанской равнины, на высоте 63 метров над уровнем моря.
Хорр расположен на расстоянии приблизительно 90 километров к северу от Ахваза, административного центра провинции и на расстоянии 470 километров к юго-западу от Тегерана, столицы страны.